# 科貝林
科貝林是波蘭的城鎮，位於該國西部，由大波蘭省負責管轄，面積4.92平方公里，海拔高度108米，2006年人口3,084。第二次世界大戰期間，納粹德國在1939年9月至1945年1月23日期間佔領該鎮。
51°42′50″N 17°13′40″E / 51.71389°N 17.22778°E